# Список насекомых, занесённых в Красную книгу Туркменистана
Список насекомых, занесённых в Красную книгу Туркменистана, — список из видов насекомых, включённых в третье издание Красной книги Туркменистана (2011).

## История

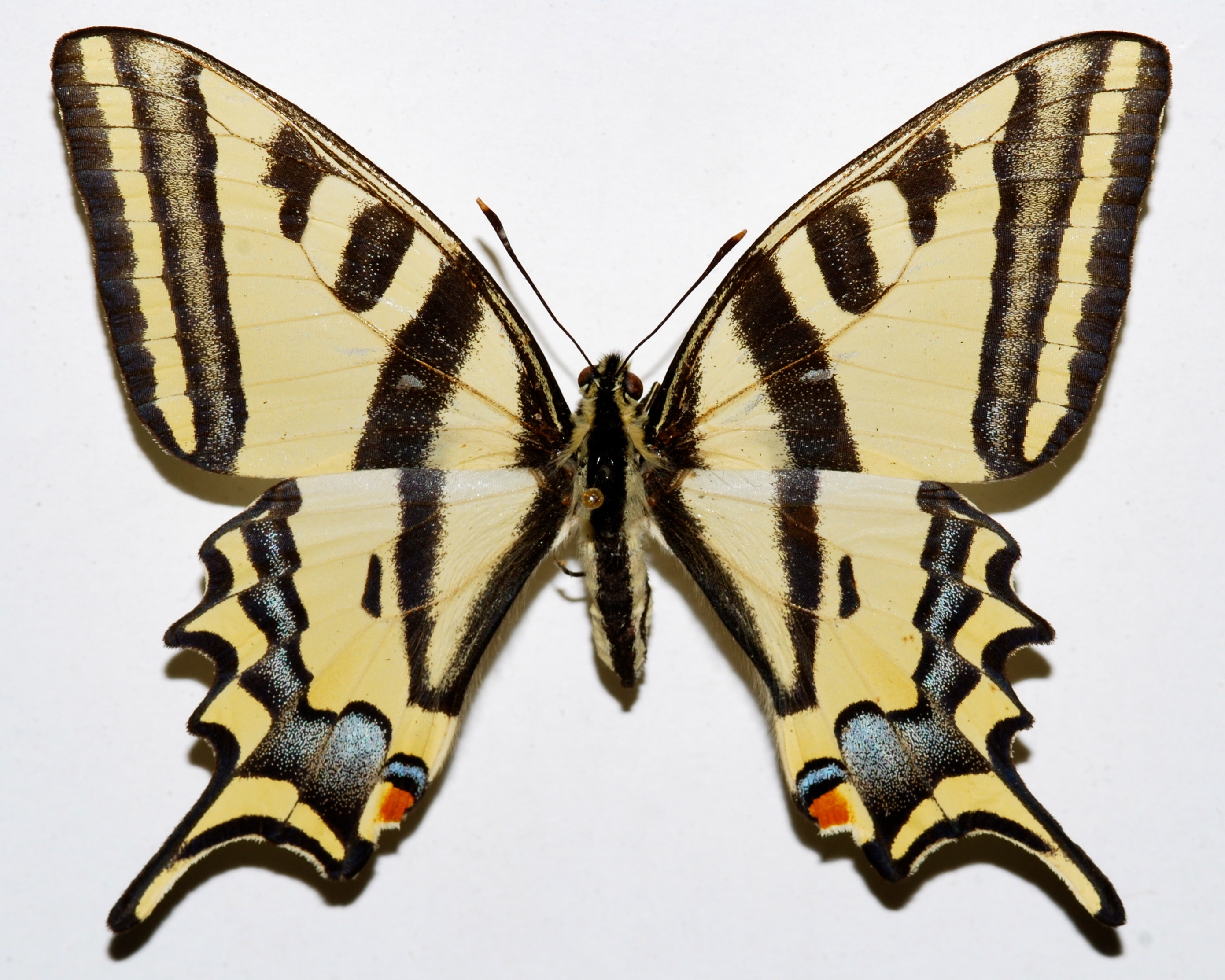
Парусник Алексанор был исключён из третьего издания Красного книги Туркменистана в связи с восстановлением популяции вида на территории страны

Вопрос об охране редких беспозвоночных животных, и насекомых в том числе, на территории стран бывшего СССР на общегосударственном масштабе стал подниматься лишь в 1970-х годах.
После Октябрьской революции 1917 года, несмотря на всеобщее развитие энтомологии, охрана насекомых на территории стран тогдашнего СССР, в состав которого входил и Туркменистана, долгое время оставалась на месте, в то время, как активное развитие сельского хозяйства и промышленности вело к интенсивному уничтожению естественных биотопов. Именно поэтому насекомые не были включены в первое издание Красной книги СССР, вышедшей в 1978 году. Во второе же издание Красной книги, увидевшее свет в 1984 году, были включены 202 вида насекомых.
Вопрос о включении беспозвоночных, в том числе насекомых, в Красную книгу Туркменистана поднимался ещё в 1983 году. Однако в первое издание Красной книги Туркменистана (1985), тогда ещё как республики в составе СССР, были включены только позвоночные животные: 27 видов млекопитающих, 35 видов птиц, 30 видов пресмыкающихся, 1 вид земноводное, 8 видов рыб. Второе издание Красной книги Туркменистана (1999) включало 152 вида животных, из которых насекомые составляли 43 вида.
Третье издание Красной книги Туркменистана (2011) включает 149 видов животных, из которых насекомые составляют 43 вида. Принимая во внимание улучшение состояния и численности популяции бабочек парусника Алексанор, представленного в Туркменистане подвидом Papilio alexanor orientalis, он не был внесён в третье издание Красной книги. При этом впервые как уязвимый вид был включён представитель отряда перепончатокрылых насекомых прионикс чёрногребенчатый (Prionyx nigropectinatus).

## Список насекомых, занесённых в Красную книгу Туркменистана
Данный список объединяет таксоны видового и подвидового уровня, которые были внесены в третье издание Красной книги Туркменистана (2011). Список состоит из русских названий, биноменов (двухсловных названий, состоящих из сочетания имени рода и имени вида) и указанных с ними имени учёного, впервые описавшего данный таксон, и года, в котором это произошло. В четвёртом столбце таблицы для каждого вида приводятся информация о его распространении на территории страны, численности и лимитирующих её факторах. В четвёртом столбце таблицы для каждого таксона приводятся информация о категории его природоохранной значимости в Туркменистане.
Категории природоохранной значимости
Согласно Красному списку МСОП в данном издании Красной книги Туркменистана приняты следующие категории природоохранной значимости видов:
- Категория I (CR). На грани исчезновения — вид (подвид) с интенсивным сокращением численности популяций (более 80 %) и крайне ограниченным ареалом.
- Категория II (EN). Исчезающий — вид (подвид), подверженный сильному сокращению численности популяций (более 50 %), ареал которых интенсивно уменьшается.
- Категория III (VU). Уязвимый — вид (подвид) с низкой численностью популяций (более 30 %) и ограниченным ареалом.
- Категория IV. Редкий — вид (подвид) эндемик, имеющий национальное/региональное значение и известный лишь по нескольким экземплярам (местонахождениям), или реликт (эндемик‑реликт).
- Категория V (DD). Недостаточно изученный — вид, (подвид), численность и ареал которого не стабильны и необходима дополнительная информации о его состоянии.

| Иллюстрация                            | Название                                                                    | Ареал и численность на территории Туркменистана. Замечания по систематике. | Охранный статус в Красной книге Туркменистана | Прим.         |
| -------------------------------------- | --------------------------------------------------------------------------- | --- | --------------------------------------------- | ------------- |
| Отряд Богомоловые (Mantodea)           |                                                                             | |                                               |               |
|                                        | Богомол древесный Hierodula tenuidentata Saussure, 1869                     | Распространён в долинах Амударьи, Мургаба, Теджена и Сумбара. Встречается в древесной и кустарниковой растительности по берегам рек, оросительных каналов и озёр. Встречается единичными особями. Основные лимитирующие факторы: вырубка древесно-кустарниковой растительности по берегам водоёмов, применение пестицидов на полях и пастбищах по долинам рек. Охраняется в Амударьинском и Сюнт-Хасардагском заповедниках. | III (VU)                                      | [ 4 ]         |
|                                        | Боливария короткокрылая Bolivaria brachyptera (Pallas, 1773)                | Окрестности городов Ашхабад, Туркменбаши, Теджен Бадхыз. Населяет каменистые горные склоны с кустарниковой растительностью и травостоем, глинистые равнины с полынной и разнотравной растительностью. Встречаются преимущественно единичными особями. Основные лимитирующие факторы не выявлены. Охраняется в Бадхызском и Сюнт-Хасардагском заповедниках. | III (VU)                                      | [ 5 ]         |
|                                        | Эмпуза рогокрылая Empusa pennicornis (Pallas, 1773)                         | Населяет предгорья Копетдага, глинистые пустыни и окраины песков в Западном Туркменистане. Предпочитает полынно-разнотравные растительные ассоциации на глинистых равнинах, а также в предгорьях. Встречаются единичные особи. Основные лимитирующие факторы: освоение мест обитания вида, перевыпас скота. Охраняется в Копетдагском государственном заповеднике. | III (VU)                                      | [ 6 ]         |
| Отряд Жесткокрылые (Coleoptera)        |                                                                             | |                                               |               |
|                                        | Антия Маннергейма Anthia mannerheimi Chaudoir, 1842                         | Населяет Юго‑Восточные и Северные Каракумы (плато Канкакыр, Мангыркыр). Жуки встречаются на закреплённых и полузакреплённых песчаных почвах, полузакрёпленных песках, щебнисто-суглинистых равнинах с полынно-кевреично-эфемеровыми растительными ассоциациями. Известен по малочисленным находкам. В среднем на 1 га встречается не более 3—4 особей. Численность сокращается из-за хозяйственного освоения человеком целинных земель, интенсивного перевыпаса скота. Охраняется в Репетекском и Капланкырском заповедниках.                                                                                 | IV                                            | [ 7 ] [ 8 ]   |
|                                        | Жужелица бадхызская Carabus (Axinocarabus) miles Semenov, 1887              | Эндемик Туркмено‑Хорасанских гор. Населяет Западный и Восточный Копетдаг, Бадхыз. Встречается в эфемеровых ландшафтах лесистых ущелий и лёссовых предгорий. Численность вида крайне низкая. Охраняется в Бадхызском государственном заповеднике. | III (VU)                                      | [ 9 ]         |
|                                        | Жужелица Розена Carabus (Mimocarabus) roseni Reitter, 1897                  | Эндемик Туркмено‑Хорасанских гор. Населяет Западный Копетдаг (ущелья Айыдере, Шивлан, Игдежик, окрестности посёлка Махтумкули), лесистые ущелья среднегорий Сюнт‑Хасардагского массива. Численность составляет 1—2 особи на 1 га. Охраняется в Сюнт-Хасардагском заповеднике. | IV                                            | [ 10 ]        |
| Фотография жужелицы Федченко           | Жужелица Федченко Carabus (Axinocarabus) fedtschenkoi Solskyi, 1874         | Встречается Койтендаге. Населяет ущелья с горными речами на высоте 1500—1700 метров над уровнем моря. Крайне редкий вид. Известен по типовой серии (4 самца, 3 самки). Основные лимитирующие факторы не были выявлены. Охраняется в Койтендагском заповеднике. | IV                                            | [ 11 ]        |
|                                        | Златка Якобсона Capnodis jacobsoni Richter, 1952                            | Эндемик Туркмено‑Хорасанских гор: Копетдаг, Бадхыз. Жуки населяют ущелья с древесной и кустарниковой растительностью; попадаются на миндале (Amygdalus sp.). Численность составляет до 2 особей на 1 га. Основные лимитирующие факторы не выявлены. Охраняется в Копетдагском и Бадхызском заповедниках. | III (VU)                                      | [ 12 ]        |
|                                        | Красотел пахучий Calosoma sycophanta (Linnaeus, 1758)                       | Населяет предгорные леса из дуба и сосна эльдарской в Копетдаге. Численность повсеместно низкая — встречаются только единичные экземпляры. Охраняется в Копетдагском заповеднике. | II (EN)                                       | [ 13 ]        |
| Фотография туркменского жука-носорога  | Туркменский жук-носорог Oryctes (Eremoryctes) ata Semenov et Medvedev, 1932 | Эндемик Туркменистана: Юго‑Восточные Каракумы (Репетек). Встречается в песчаных пустынях. Крайне редкий вид. Основные лимитирующие факторы: разрушение мест обитания вида, пастбищная нагрузка. Охраняется в Репетекском биосферном заповеднике. | IV                                            | [ 14 ]        |
|                                        | Щелкун Долина Melanotus dolini Atamuradov, 1990                             | Эндемик Койтендага, один из древнейших обитателей этой территории. Представитель реликтового для территории горного Туркменистана рода. Встречается локально, преимущественно в ущельях с горными речками на высотах 1500—1700 метров над уровнем моря. Крайне редкий вид — известны только единичные находки жуков в Койтендаге. Основные лимитирующие факторы не выявлены. Охраняется в Койтендагском заповеднике. | IV                                            | [ 15 ]        |
|                                        | Щелкун Крыжановского Lacon kryzhanovskyi Dolin et Atamuradov, 1989          | Эндемик Туркменистана: Бадхыз, хребет Гязгядык (высота 1253 метров над уровнем моря). Населяет ущелья с древесной растительностью. Вид встречается спорадически. Известен только лишь по нескольким особям. Основные лимитирующие факторы не выявлены. Охраняется в Бадхызском заповеднике. | IV                                            | [ 16 ] [ 17 ] |
|                                        | Щелкун ленкоранский Elater ferrugineus Linnaeus, 1758                       | В Туркменистане распространён подвид Elater ferrugineus lencoranus Gurjeva, 1974. Населяет Юго‑Западный Туркменистан (Терсакан). Жуки попадаются в гнилой древесине различных лиственных пород деревьев. Численность вида повсеместно низкая. За последние десятилетия обнаружены только лишь единичные экземпляры. Основные лимитирующие факторы: разрушение мест обитания в результате санитарной вырубки шелковицы и ивы. Охраняется в Сюнт-Хасардагском заповеднике. | III (VU)                                      | [ 18 ]        |
|                                        | Чернотелка бадхызская Zophohelops badghysi G. Medvedev, 1964                | Эндемик Туркменистана. Встречается на ограниченной территории: Бадхыз, Карабиль. Населяет разнотравно-кустарниковую растительность в предгорьях, жуки встречаются в подстилке опада. Численность низкая. Встречаются единичные особи. Основные лимитирующие факторы: перевыпас скота. Охраняется в Бадхызском заповеднике. | IV                                            | [ 19 ]        |
| Отряд Перепончатокрылые (Hymenoptera)  |                                                                             | |                                               |               |
|                                        | Амблиопоне Анны Stigmatomma annae Arnoldi, 1968                             | В Красную книгу Туркменистана внесён под устаревшим латинским названием Amblyopone annae. Эндемик Юго‑Западного Копетдага (гора Сюнт, окрестности посёлка Махтумкули). Численность составляет в среднем 1-2 особи на 1 га. Основные лимитирующие факторы: разрушение мест обитания вида в результате вырубки древесно-кустарниковой растительности. Охраняется в Сюнт-Хасардагском заповеднике. | III (VU)                                      | [ 20 ] [ 21 ] |
| Фотография муравья прибрежного         | Муравей прибрежный Leptothorax melleus (Forel, 1904)                        | Ареал разорван: населяет Западный Копетдаг (ущелья Айыдере, Ёлдере, Хыдырсув), поймы рек Сумбар и Амударья (Фараб, Сейди, Дашогуз). Обитают под пологом древесной растительности вдоль рек. Вид встречается очень редко. Основные лимитирующие факторы: разрушение мест обитания в результате вырубки древесно-кустарниковой растительности. Охраняется в Сюнт-Хасардагском заповеднике. | III (VU)                                      | [ 22 ] [ 23 ] |
| Фотография муравья холмогорого         | Муравей холмогорный Tetramorium nitidissimum Emery, 1924                    | Населяет юг Туранской низменности, Копетдаг (ущелье Арчабиль), Бадхыз. Встречается на холмогорьях с полынными и фисташниковыми ассоциациями на засолённых суглинистых почвах. Численность вида повсеместно низкая, попадаются единичные экземпляры. Основные лимитирующие факторы: разрушение мест обитания в результате перевыпаса скота. Охраняется в Копетдагском и Бадхызском заповедниках. | III (VU)                                      | [ 24 ] [ 23 ] |
| Фотография прионикса чёрногребенчатого | Прионикс чёрногребенчатый Prionyx nigropectinatus (Taschenberg, 1869)       | Населяет низовья Мургаба, Тедженский оазис. Встречается в песчаных участках пустынь. Численность повсеместно низкая — встречаются единичные экземпляры. Численность сокращается из-за хозяйственного освоения человеком целинных земель в пустынной зоне. | III (VU)                                      | [ 25 ] [ 26 ] |
|                                        | Пчела-плотник фиолетовая Xylocopa violaceae (Linnaeus, 1758)                | Населяет Западный Копетдаг (Ёлдере). Обитает на каменистых склонах гор и ущельев. Численность сокращается. Встречаются единичные особи. Основные лимитирующие факторы не выявлены. Охраняется в Сюнт-Хасардагском заповеднике. | II (EN)                                       | [ 27 ]        |
|                                        | Шмель глинистый Bombus argillaceus (Scopoli, 1763)                          | Населяет Юго‑Западный Копетдаг (ущелье Ёлдере, хребет Сюнт‑Хасардаг). Численность сокращается. Основные лимитирующие факторы: сокращение мест обитания в результате хозяйственного освоения земель. Охраняется в Сюнт-Хасардагском заповеднике. | II (EN)                                       | [ 28 ]        |
| Отряд Привиденьевые (Phasmatodea)      |                                                                             | |                                               |               |
| Фотография палочника двубугристого     | Палочник двубугристый Ramulus bituberculata Redtenbacher, 1889              | Населяет предгорья Копетдага. Обитает в разнотравной и полукустарниковой растительности. Крайне редкий и малочисленный вид, распространённый на весьма ограниченной территории. Основные лимитирующие факторы: освоение мест обитания вида в результате хозяйственной деятельности человека, перевыпас скота. Охраняется в Копетдагском заповеднике. | III (VU)                                      | [ 29 ]        |
| Отряд Прямокрылые (Orthoptera)         |                                                                             | |                                               |               |
|                                        | Дыбка степная Saga pedo (Pallas, 1771)                                      | Населяет Копетдаг, Койтендаг. Встречается в субаридных степях с дерновинными ксерофильными злаками. Встречаются единичные экземпляры. Ареал и общая численность вида сокращаются. Основные лимитирующие факторы: перевыпас скота, обработка пастбищ инсектицидами. Охраняется в Копетдагском и Койтендагском заповедниках. Вид также включён в Международную Красную книгу со статусом , как вид в уязвимом положении. | II (EN)                                       | [ 30 ]        |
|                                        | Иранелла туркменская Iranella turcmena Bey‑Bienko, 1948                     | Эндемик Туркменистана: населяет Малый Балхан и Кюрендаг. Встречается на сухих склонах предгорий с редкой травянистой растительностью и опесчаненых такырах с кустами караганы. Попадаются единичные экземпляры. Основные лимитирующие факторы: пастбищная нагрузка в местах обитания вида. | IV                                            | [ 31 ]        |
|                                        | Короткокрылка Сумакова Bufonacridella sumakovi Adelung, 1910                | Единственный вид рода. Эндемик Туркменистана, населяющий Ёлотань, Репетек, также встречается от северной окраины Бадхыза до Амударьи. Населяет барханные и полузакреплённые пески с группировками гелиотропа, турнефорции и вьюнка. Встречается единично. Основные лимитирующие факторы: освоение мест обитания, пастбищная нагрузка. Охраняется в Репетекском биосферном заповеднике. | IV                                            | [ 32 ]        |
|                                        | Кузнечик норовый Magrettia mutica Brunner‑Wattenwyl, 1888                   | Населяет Этрап Махтумкули, Ашхабад, окрестности жд-станции Душак, Бадхыз, Репетек. Населяет подгорные всхолмленные участки и закреплённые пески, норы грызунов и насекомых. Встречается единично. Основные лимитирующие факторы: сельскохозяйственное освоение земель, обработка полей и пастбищ инсектицидами. Охраняется в Копетдагском, Бадхызском и Репетекском государственных заповедниках. | IV                                            | [ 33 ]        |
|                                        | Кузнечик Павловского Ammoxenulus pavlovskii Bey‑Bienko, 1951                | Населяет Центральные и Юго‑Восточные Каракумы. Населяет полузакреплённые пески с песчаной акацией, черкезом, саксаулом белым и кандымом. Встречается редко. Основные лимитирующие факторы: чрезмерная пастбищная нагрузка в местах обитания. Охраняется в Репетекском государственном биосферном заповеднике. | IV                                            | [ 34 ]        |
| Фотография кузнечика тёмнокрылого      | Кузнечик темнокрылый Ceraeocercus fuscipennis Uvarov, 1910                  | Эндемик Центральной Азии. Населяет Красноводское плато, юго‑восточнее ж‑д станции Джебел. Насекомые встречаются в понижениях между холмами, заросших полынью. Встречается спорадически и редко. Основные лимитирующие факторы: чрезмерная пастбищная нагрузка в местах обитания. | III (VU)                                      | [ 35 ]        |
|                                        | Пустынница Уварова Uvarovium desertorum Dirsch, 1927                        | Единственный вид рода. Эндемик Туркменистана, обитающий в окрестностях ж‑д станции Уч-Аджи, в долине рек Мургаб, Бадхыз. Населяет закреплённые пески с разреженным покровом песчаной осоки и мятлика, кустами вьюнка пустынного и кандыма. Встречается единично. Основные лимитирующие факторы: пастбищная нагрузка в местах обитания. Охраняется в Репетекском биосферном заповеднике. | IV                                            | [ 36 ]        |
|                                        | Саксетания копетдагская Saxetania cultricollis Saussure, 1887               | В фауне Туркменистана представлен тремя подвидами: Saxetania cultricollis cultricollis Saussure, 1887; S. с. tumulosa Mistshenko, 1951; S. c. gibbosa Mistshenko, 1951. Населяет Копетдаг. Насекомые встречаются в поясе горных степей с изреженной ксерофитной растительностью, на каменисто-щебнистых склонах, в предгорьях. В пределах своего ареала вид распространен очень неравномерно, мозаически. Встречается единично. Основные лимитирующие факторы: пастбищная нагрузка в местах обитания вида. Охраняется в Сюнт-Хасардагском и Копетдагском заповедниках.                                        | III (VU)                                      | [ 37 ]        |
| Отряд Стрекозы (Odonata)               |                                                                             | |                                               |               |
|                                        | Коромыслик-мелкоглазка Caliaeschna microstigma Selys, 1883                  | Населяет Западный Копетдаг. Туркменистан является восточной окраиной глобального ареала вида. Стрекозы встречаются по берегам ручьёв и рек. Этот вид в отличие от остальных представителей семейства предпочитает небольшие затенённые горные речки и ручьи с чистой водой и каменистым дном. Численность резко сокращается. Основные лимитирующие факторы: нарушение естественного стока рек. Охраняется в Сюнт-Хасардагском заповеднике. | II (EN)                                       | [ 38 ] [ 8 ]  |
|                                        | Летодедка Кириченко Anormogomphus kiritschenkoi Bartenev, 1913              | Посёлки Фараб, Галкыныш, Бирата. Личинки развиваются в горных и равнинных реках с быстрым течением. Известны единичные находки вида на территории страны. На численности пагубно сказывается загрязнение Амударьи и крупных арыков водами с хлопковых полей, изменения стока рек при проведении гидростроительства и мелиоративных работах. Охраняется в Амударьинском заповеднике. | V (DD)                                        | [ 39 ] [ 40 ] |
|                                        | Перемешка Фатима Epallage fatime Charpentier, 1840                          | Большой Балхан, Центральный и Юго‑Западный Копетдаг. Стрекозы предпочитают открытые горные речки и ручьи с чистой водой, на которых выбирает заливчики с медленным течением, каменистым, галечным либо илисто-песчаным дном. Численность сокращается. Основные лимитирующие факторы: загрязнение водоёмов и использование горных водостоков в хозяйственных нуждах. Охраняется в Копетдагском и Сюнт-Хасардагском заповедниках. | II (EN)                                       | [ 41 ] [ 8 ]  |
| Отряд Чешуекрылые (Lepidoptera)        |                                                                             | |                                               |               |
|                                        | Белянка мезентина Anapheis mesentina (Cramer, 1780)                         | Копетдаг, Бадхыз, окрестности Теджен. Бабочки встречаются в предгорной щебнисто-глинистой пустыне, низкогорьях, а также оазисах. Встречается единично. Основные лимитирующие факторы: освоение мест обитания вида в результате хозяйственной деятельности человека. Охраняется в Копетдагском и Бадхызском заповедниках. | IV                                            | [ 42 ]        |
|                                        | Белянка томирис Euchloe tomyris (Christoph, 1884)                           | Населяет Центральный Копетдаг, Балканский велаят (окрестности Туркменбаши). Встречается в холмистых предгорьях, крутых опустыненных глинистых обрывах на высотах 400—700 метров над уровнем моря. Встречается локально. Численность низкая и продолжает неуклонно сокращаться. Лимитирующие факторы: уничтожение природных мест обитания вида, уничтожение кормового растения гусениц — волноплодника Попова (Cymatocarpus popovi), в том числе в результате перевыпаса скота. Охраняется в Копетдагском заповеднике.                                                                                         | III (VU)                                      | [ 43 ] [ 40 ] |
|                                        | Бражник туранговый Laothoe philerema (Djakonov, 1923)                       | Населяет долину Теджена и Амударьи. Обитает в локальных биотопах с турангой в пойменных разреженных или зарослевых тугаях вдоль рек. Повсюду малочисленный вид. Встречаются единичные особи. Поскольку является монофагом, его существование и распространение зависят от кормового растения — туранги. Численность и распространение вида лимитируются вырубкой и распашкой тугаев, разрушением местообитания. Охраняется в Амударьинском государственном заповеднике. | II (EN)                                       | [ 44 ]        |
| Фотография самца тугайной голубянки    | Голубянка тугайная Glaucopsyche charibdis (Staudinger, 1886)                | Населяет среднее течение Амударьи (окрестности Керки), село Ламбе (Карабекаульский лесхоз). Бабочки встречаются в туранговых тутайных лесах, произрастающих вдоль равнинных рек и в их окрестностях, по берегам оросительных каналов. Ранее вид был обычен, но за последние десятилетия его численность резко сократилась из-за уничтожения тугайных лесов и кормового растения вследствие хозяйственной деятельности человека. Основные лимитирующие факторы: интенсивная заготовка солодкового корня — основного кормового растения, распашка массивов в долине реки, освоение пойменных земель, перевыпас. | V (DD)                                        | [ 45 ] [ 46 ] |
|                                        | Мадаис розоватая Colotis fausta (Olivier, 1804)                             | Центральный Копетдаг, Бадхыз, окрестности посёлка Ёлотань. Населяет различные биотопы по всей пустынной зоне, встречаясь в аридных и неаридных биотопах на равнине с пустынной травянистой растительностью, местами в антропогенных освоенных землях, в предгорных и низкогорных местностях, в предгорной щебнисто-глинистой равнине, холмогорье, долинах рек. Залётный вид. В Туркменистане встречается нерегулярно единичными экземплярами. Охраняется в Копетдагском и Бадхызском заповедниках. | IV                                            | [ 47 ] [ 48 ] |
|                                        | Медведица мрачная Axiopoena maura (Eichwald, 1832)                          | Центральный и Западный Копетдаг, Бадхыз, Кюрендаг, Большой Балхан. Туркменистан является северо‑западной окраиной ареала данного субтропического вида. Населяет предгорья на высоте 600—800 метров над уровнем моря, а также скалистые участки. В пределах всего своего ареала вид является связанным с пещерами, скальными разломами и гротами, в которых бабочки прячутся в дневное время. Основные лимитирующие факторы: пастбищная нагрузка в местах обитания вида. Охраняется в Копетдагском, Сюнт-Хасардагском и Бадхызском заповедниках.                                                               | V (DD)                                        | [ 49 ] [ 50 ] |
| Фотография орденской ленты лесбии      | Орденская лента лесбия Catocala lesbia Christoph, 1887                      | Населяет Центральный Копетдаг. Туркменистан является северной окраиной ареала. Встречается в предгорьях и низкогорьях, долинах рек, среди тугайной растительности, в тугайных пойменных лесах и туранговых рощах, площадь которых сильно сократилась за последние десятилетия. Встречаются единичные экземпляры. Негативно влияют на численность вида осушение пойм рек, пожары, вырубка тугайных лесов. Охраняется в Копетдагском государственном заповеднике. | II (EN)                                       | [ 51 ]        |
|                                        | Орденская лента туранговая Catocala optima Staudinger, 1888                 | Самый редкий представитель рода Catocala. Населяет долины рек Сумбар, Теджен, Амударья. Встречается локально в пустынях в тугайных пойменных лесах и туранговых рощах, долинах и поймах рек. Всюду малочислен. Численность сокращается. Основные лимитирующие факторы: деградация мест обитания, осушение пойм рек, пожары, вырубка тугайных лесов. Охраняется в Сюнт-Хасардагском и Амударьинском государственных заповедниках. | II (EN)                                       | [ 52 ]        |
|                                        | Перламутровка александра Argynnis alexandra Menetries, 1832                 | Населяет Юго‑Западный Копетдаг (Хасардаг, Айыдере, верховья Сайвана). Обитает в предгорных и горных лесах, на лесных полянах и опушках, вдоль дорог и просек, влажные лесистые ущелья. Малочисленный вид, встречается спорадически. Причины изменения численности не установлены. Охраняется в Сюнт-Хасардагском государственном заповеднике. | III (VU)                                      | [ 53 ] [ 54 ] |
|                                        | Томарес каллимах Tomares callimachus (Eversmann, 1948)                      | Населяет Центральный и Западный Копетдаг. Бабочки встречаются в ксерофитных разнотравных ассоциациях на высотах 800—1100 метров над уровнем моря, скалистых ущельях, среди горных растений-ксерофитов. Всегда вид был малочисленным, за последние десятилетия в большинстве мест своего обитания отмечались лишь единичные особи, в остальных — исчез. Численность сокращается вследствие уничтожения мест обитания в ходе хозяйственной деятельности человека. Охраняется в Копетдагском и Сюнт-Хасардагском государственных заповедниках.                                                                   | III (VU)                                      | [ 55 ]        |
|                                        | Туранговый коконопряд Streblote fainae Gerasimov, 1931                      | Долина Амударьи в среднем течении. Бабочки населяют туранговые тугаи, туранговые тугайные леса и рощи вдоль русел равнинных рек. Встречается единично. Основные лимитирующие факторы: возможно, наряду с особенностями развития, деградация мест обитания, уничтожение тугайных лесов. Охраняется в Амударьинском государственном заповеднике. | II (EN)                                       | [ 56 ]        |